# کاترین تیبر
کاترین تـِیـبـِر (انگلیسی: Catherine Taber؛ زادهٔ ۳۰ دسامبر ۱۹۷۹) بازیگر و صداپیشه اهل ایالات متحده آمریکا است.

## گزیدهٔ آثار

### سینما
- درست مثل بهشت (۲۰۰۵)

### بازی‌های ویدئویی
- روانگردان‌ها ۲[۲] (۲۰۲۱)
- لگو دی‌سی ابرشروران[۲] (۲۰۱۸)
- ماینکرفت: حالت داستانی[۲] (۲۰۱۷)
- تایتان‌فال ۲[۳] (۲۰۱۶)
- ماینکرفت: حالت داستانی[۴][۲] (۲۰۱۵)
- دیزنی بینهایت ۳٫۰[۵][۶] (۲۰۱۵)
- رزیدنت ایول: مأموریت شهر راکون[۲] (۲۰۱۲)
- جنگ ستارگان: جمهوری قدیم[۷][۸][۹][۲] (۲۰۱۱)
- متال گیر سالید: پیس والکر[۲] (۲۰۱۰)
- جنگ ستارگان: حمله کلون‌ها – قهرمانان جمهوری[۱۰] (۲۰۰۹)
- جنگ ستارگان: نیروی رها یافته[۷][۱۱][۲] (۲۰۰۸)
- فاینال فانتزی ۱۲[۲] (۲۰۰۶)
- جنگ ستارگان: سلحشوران جمهوری قدیم[۱۲][۱۳][۱۱][۲] (۲۰۰۳)